# 金振煥
金振煥（英語：Kim Jin Hwan，藝名：JAY，1994年2月7日—），為韓國143娛樂旗下6人流行音樂男子團體iKON成員，在隊內擔任主唱及主領舞。2011年1月，加入YG成為旗下練習生。2013年通過YG公司的放送節目《WIN: WHO IS NEXT》以練習生身份首次出現在大眾面前。2014年9月2日，通過《MIX&MATCH》的新朋友發布會确定以YG男團iKON成員身份出道。2015年9月15日，随組合發布首張正規專輯先行曲《取向狙擊》并正式出道。原以本名出演，2017年5月起以藝名JAY活動。2023年1月簽約143娛樂。2023年7月7日在IG上宣佈將於同年7月20日入伍，並會於2025年4月19日退伍。

## 經歷

### 2011年－2015年：練習生時期
來自濟州島的金振煥於2011年1月3日與同天進入YG娛樂當練習生的B.I，和一星期後來自美國的BOBBY一同練習一年多後，2012年4月18日具俊會、宋允亨加入，2012年11月5日金東赫加入，組成TEAM B，與TEAM A於2013年5月31日開始錄製YG娛樂所屬男子組合WINNER出道生存賽節目《WIN》。11名成員分成TEAM A 和 TEAM B 二隊進行激烈競爭，競爭的結果會取決於觀眾，獲勝的隊伍會立即出道，並得到團名「WINNER」。然而，TEAM B人氣投票輸給TEAM A，而未能出道，重新回到練習生活，接受歌唱訓練和舞蹈教學。
2014年5月2日演出《YG FAMILY CONCERT》東京場，同年5月7日，YG娛樂楊賢碩社長召集原TEAM B成員六人，宣布開始錄製YG娛樂旗下七人男子組合iKON出道生存節目《MIX & MATCH》，並加入三名新練習生鄭鎮馨、鄭粲右和梁洪碩競爭成員的位置，其中金振煥以穩定的唱功和舞蹈實力，與隊長B.I和BOBBY於節目初期已確定為iKON的固定成員三名之一。相較拿到《Show Me The Money 3》冠軍、號稱「自由的靈魂」、「地表最強金知元」的BOBBY，和負責iKON專輯作詞作曲的老虎隊長B.I，金振煥的角色更像是團員們的精神依賴對象。
10月5日、11日、17日出席了分別在日本，中國，韓國舉行的《MIX & MATCH》節目粉絲見面會。
11月6日《MIX & MATCH》最後一集，宣布最終iKON七位成員。並於11月15日、16日開始展開的BIGBANG日本五大巨蛋巡迴演唱會，擔任演出嘉賓。

### 2015年至今：以iKON出道
2015年9月15日以YG娛樂旗下七人男子團體iKON出道，並發布iKON首張正規專輯《WELCOME BACK》及出道演唱會《SHOWTIME》。
2018年2月14日在Gaon Chart K-POP大獎舞台上，代替樂童音樂家服役入伍的哥哥李燦赫和妹妹李秀賢合唱《Last Goodbye》。

## 音乐作品
請參閱

### 專輯
| 專輯 | 專輯資料                                                                 | 曲目                                                                             |
| 1st  | 《JAY 1ST SOLO pt.1 [PARADISE]》 - 發行日期：2023年6月21日 - 語言：韓語  | 曲目 1. PARADISE 2. 자석 (Feat.문수진)                                           |
| 1st  | 《JAY 1ST SOLO pt.2 [BLUE MOON]》 - 發行日期：2023年7月18日 - 語言：韓語 | 曲目 1. BLUE MOON 2. PARADISE 3. 자석 (Feat.문수진) 4. GOOD GIRLS 5. 데리러 갈게 |

## 綜藝節目
團演出演  請參閱
| 日期                         |                 | 節目                     | 備註                                       | 集數 |
| ---------------------------- | --------------- | ------------------------ | ------------------------------------------ | ---- |
| 2013年8月23日—2013年10月25日 | Mnet            | 《WIN : WHO IS NEXT》    |                                            | 11集 |
| 2014年9月11日—2014年11月6日  | Mnet            | 《MIX & MATCH》          |                                            | 9集  |
| 2015年12月15日               | JTBC            | 《瑪麗和我》             | v live with cute boys and pets!            |      |
| 2015年12月16日－2016年4月6日 | JTBC            | 《瑪麗和我》             | 与B.I 一同固定出演                         |      |
| 2016年6月19日                | 江蘇衛視        | 《蓋世英雄》第一期       | iKON 全員出演                              |      |
| 2016年7月10日                | 江蘇衛視        | 《蓋世英雄》第三期       | iKON 全員出演                              |      |
| 2016年7月17日                | 江蘇衛視        | 《蓋世英雄》第四期       | iKON 全員出演                              |      |
| 2016年7月24日                | 江蘇衛視        | 《蓋世英雄》第五期       | iKON 全員出演                              |      |
| 2016年7月31日                | 江蘇衛視        | 《蓋世英雄》第六期       | iKON 全員出演                              |      |
| 2016年8月7日                 | 江蘇衛視        | 《蓋世英雄》第七期       | iKON 全員出演                              |      |
| 2016年8月14日                | 江蘇衛視        | 《蓋世英雄》第八期       | iKON 全員出演                              |      |
| 2017年6月7日                 | MBC             | 《Weekly Idol》          | iKON 全員出演                              |      |
| 2017年6月14日                | On Style        | 《Get It Beauty》        | iKON 全員出演                              |      |
| 2017年6月25日、7月2日        | SBS             | 《Fantastic Duo 2》      | 與具俊會、金東赫一同出演                   |      |
| 2017年7月7日－7月28日        | MBC             | 《無理的同居》           | 與BOBBY一同出演                            | 4集  |
| 2017年8月15日                | NICONICO        | 《iKON夏日祭2017》       | iKON「NEW KIDS:BEGIN」发售特辑             |      |
| 2017年11月5日—2017年12月10日 | JTBC            | 《違反校規的修學旅行》   | iKON 全員出演                              | 6集  |
| 2017年12月22日               | LINE            | 《LINE LIVE》            | 與具俊會一同出演                           |      |
| 2017年12月27日               | MBC             | 《Weekly Idol》          | 第七屆頒獎典禮                             |      |
| 2018年2月7日                 | MBC             | 《Weekly Idol》          | iKON 全員出演                              |      |
| 2018年2月11日                | JTBC            | 《Sugar Man》            | iKON 全員出演                              |      |
| 2018年3月14日                | tvN             | 《周三美食匯》           |                                            |      |
| 2018年4月20日及27日          | YG KRUNK        | 《KRUNK INSIDE》         | iKON 全員出演                              | 2集  |
| 2018年4月21日—2018年6月30日  | JTBC            | 《iKON TV》              | iKON 全員出演                              | 11集 |
| 2018年4月29日                | AbemaTV         | 《IKON！遊戲的戰鬥SP》   | iKON 全員出演                              |      |
| 2018年7月4日—2018年8月4日    | Olleh TV        | 《iKON的心動青春旅行》   | iKON 全員出演                              | 10集 |
| 2018年8月28日                | JTBC            | 《Idol Room》            | iKON 全員出演                              |      |
| 2018年9月2日                 | MBC             | 《神秘音樂秀：蒙面歌王》 |                                            |      |
| 2018年9月4日                 | tvN             | 《腦性時代：問題男子》   | 與金東赫、B.I一同出演                      |      |
| 2018年9月9日                 | MBC             | 《神秘音樂秀：蒙面歌王》 |                                            |      |
| 2018年9月20日                | tvN             | 《人生酒館》             | 與具俊會、B.I一同出演                      |      |
| 2018年10月1日                | V LIVE          | 《Star Road》            | iKON 全員出演                              | 24集 |
| 2018年10月10日               | MBC             | 《Weekly Idol》          | iKON 全員出演                              |      |
| 2018年10月15日               | Olleh TV Mobile | 《AMIGO TV》             | iKON 全員出演                              |      |
| 2018年10月16日               | MBC             | 《Video Star》           | iKON 全員出演                              |      |
| 2019年2月5日                 | MBC             | 《偶像明星運動會》       | iKON 全員出演 , 參與男子團體射箭環節：銅牌 |      |
| 2019年2月14日                | LINE            | 《LINE LIVE》            | 與具俊會一同出演, 日版专辑发行前特别直播   |      |
| 2019年3月10日                | テレビ大阪      | 《やすとものどこいこ! 》 | 與具俊會一同出演                           |      |
| 2019年4月14日                | JTBC            | 《Stage K》              | iKON 全員出演                              |      |
| 2019年5月26日                | MBC             | 《傻瓜的戀愛》           | 單獨出演                                   | 11   |

## 寫真雜誌CF
| 期數          | 雜誌名稱                       | 備註     |
| ------------- | ------------------------------ | -------- |
| 2015年6月1-14 | 《HIGH CUT》韓國版             | VOL. 152 |
| 2016年2月號   | 《Wi?xt》日本版                |          |
| 2016年2月號   | 《Harper's BAZAAR》韓國版      |          |
| 2016年3月號   | 《star1》韓國版                |          |
| 2016年3月號   | 《andGirl》日本版              |          |
| 2016年4月號   | 《JELLY》日本版                |          |
| 2016年4月號   | 《EXILE》日本版                |          |
| 2016年4月號   | 《Hanako》日本版               |          |
| 2016年4月號   | 《Nylon》日本版                |          |
| 2016年4月號   | 《S cawaii!》日本版            |          |
| 2016年5月號   | 《CanCam》日本版               |          |
| 2016年5月號   | 《haruhana》日本版             |          |
| 2016年5月號   | 《mini》日本版                 |          |
| 2016年11月號  | 《POPTEEN》日本版              |          |
| 2016年11月號  | 《GLITTER》日本版              |          |
| 2017年3月號   | 《Ray Special Edition》 日本版 |          |
| 2017年6月1-14 | 《HIGH CUT》韓國版             | Vol. 199 |
| 2017年9月刊   | 《Dazed korea》                | [ 13 ]   |
| 2018年2月號   | 《star1》韓國版                |          |
| 2018年8月號   | 《JJ》日本版                   |          |
| 2018年9月號   | 《GLITTER》日本版              |          |
| 2018年9月號   | 《mini》日本版                 |          |
| 2019年1月號   | 《ARENA HOMME》韓國版          |          |
| 2019年2月號   | 《Nylon》韓國版                |          |
| 2019年2月號   | 《BEAUTY+》韓國版              |          |
| 2019年3月號   | 《T.O.P》韓國版                |          |
| 2021年9月號   | 《Marie Claire》韓國版         |          |

## 外部連結
- 金振煥的Instagram帳戶